# Earl C. Slipher
Earl Charles Slipher, född den 25 mars 1883 i Mulberry, Indiana, död den 7 augusti 1964, var en amerikansk astronom. Hans bror Vesto Slipher var också astronom.
Slipher började arbeta vid Lowell Observatory 1908 och blev en erkänd planetastronom, med Mars som sitt studieobjekt. Han publicerade Photographic History of Mars (1905–1961). 

## Utmärkelser
Månkratern Slipher är uppkallad efter Earl och Vesto Slipher, liksom asteroiden 1766 Slipher.